# 重九起义
重九起义，1911年10月30日（农历九月初九日）新军陆军第十九镇将领蔡锷、唐继尧等人在云南省会昆明举行的武装起义，是旨在推翻清朝统治的辛亥革命的一部分。起义军成功占领昆明，并将清政府的云贵总督李经羲礼送出境。起义后，云南各地纷纷响应，全省脱离清朝统治，使云南成为辛亥革命中首先取得胜利的省份之一。

## 历史背景
20世纪初，云南社会的民族矛盾和阶级矛盾非常尖锐，屡受英国、法国的殖民侵略，与中国东北一道被认为是中国当时在帝国主义侵略下处境最危险的两个地区，使云南人的民族危机意识强烈。
1905年，中国同盟会在日本东京成立，同盟会成立之初即有云南籍留日学生参加。1906年，吕志伊、杨振鸿、李根源、唐继尧等人组成同盟会云南支部，并创办机关刊物《云南》杂志，宣传革命思想。为适应革命工作需要，云南籍同盟会员陆续回滇。在他们的推动下，云南的进步人士不断增多，在全省各地陆续建立了「兴汉会」、「敢死会」、「滇学会」、「死绝会」等数十个革命团体。
1906年11月，孙中山同杨振鸿、李根源等人剖析各省形势提出可在云南发动起义。1908年4月、12月，云南陆续爆发了河口起义、永昌起义，虽然均因发动过于仓促等原因而以失败告终，但为云南在整个辛亥革命中的作为积累了经验。其间，云南陆军讲武堂筹建成立，主要负责官员几乎均为同盟会员。
1911年10月10日，湖北武昌的新军发生兵变，武昌起义爆发，旨在推翻清朝统治的全国性辛亥革命开端，其后各省纷纷响应。1911年10月27日，云南腾越（今腾冲）爆发起义，成为云南辛亥革命的先声。

## 起义谋划
武昌首义后，云南同盟会会员即开始谋划再次发动起义。1911年10月16日下午7点到晚上11点，唐继尧、刘存厚、殷承瓛、沈汪度、张子贞、黄毓成等人在位于昆明萧家巷的刘存厚家中召开起义前的第一次秘密会议，确定革命计划，众人认为蔡锷、韩凤楼、罗佩金、雷飙、李凤楼、刘云峰、谢汝翼等人可谋革命，李根源、庾恩旸、李鸿祥、黄毓英、邓泰中等人可共事革命。10月19日上午8点到11点，蔡锷、唐继尧、刘存厚、罗佩金、雷飙在刘存厚家召开第二次秘密会议，讨论与联络官兵、弹药储备等问题。10月22日晚上8点到10月23日凌晨1点，蔡锷、唐继尧、刘存厚、沈汪度、谢汝翼、韩凤楼在北门街沈汪度家举行第三会谈，汇报各自所部官兵对起义的态度。10月25日，唐继尧、蔡锷、沈汪度、殷承瓛、张子贞、雷飙六人冒雨到刘存厚家举行第四次会议，会议主要是“歃血为盟”及确定革命计划。七人意见一致后，殷承瓛在白纸上写下“协力同心，恢复汉室。有渝此盟，天人共殛”十六字誓言，火烧后调入酒中分饮。10月28日，唐继尧、蔡锷、刘存厚、沈汪度、张子贞、李鸿祥、黄毓英、黄永社在昆明洪化桥唐继尧寓所中召开第五次会议，确定了起义的具体时间和兵力部署。
起义兵力主要来源于新军第19镇的第37协第73、74标和炮兵第19标。蔡锷时任第37协协统，为其中军阶最高者，被推举为起义军临时总司令。起义的时间定在10月31日凌晨，口令为“军”（军械局）和“总”（总督署），革命军在军帽上附白带。攻击计划为：
1. 李根源、刘祖武领导73标攻占昆明城大东门至小西门以北区域，战略要点主要是五华山和军械局；
2. 唐继尧领74标攻占大东门至小西门以南地区，战略要点为南城外巡防第二营和第四营、南门城楼、都署、藩库、盐库；
3. 19标炮兵列阵大西门、小西门以及小东门至南门城墙一带，向都署、五华山、军械局炮击，主要掩护74标；
4. 讲武堂师生作为内应，负责开启昆明城北门、小东门、小西门及南门。

谋划重九起义的五次会议中，前后有唐继尧、刘存厚、殷承瓛、沈汪度、张子贞、黄毓成、蔡锷、罗佩金、雷飙、韩凤楼、谢汝翼、李鸿祥、黄毓英、黄永社、张开儒、邓泰中、杨蓁、范石生、董鸿勋、杨如轩等人参与，但仅刘存厚和唐继尧两人参加了所有的会议。当时蔡锷为第37协统领，唐继尧为第74标第一营管带，刘存厚为第74标第二营管带，雷飙为第74标第三营管带，李鸿祥为第73标第三营管带，谢汝翼为炮兵第19标第三营管带，黄毓成为马兵第19标教练官，李风楼为机关枪第19营管带，韩风楼为工程兵第19营管带，沈汪度为陆军讲武堂代理监督，张子贞为讲武堂教员，罗佩金为陆军小学堂总办。

## 起义经过
1911年10月30日20时许，驻北校场的七十三标起义部官兵取运枪械时被唐元亮等队官查阻，当场起义官兵将队官击毙，起义被迫提前发动。李鸿祥、刘祖武、李根源随即率七十三标起义军破开北城门，进攻军械局、五华山。而在巫家坝的蔡锷闻讯后率罗佩金、唐继尧、刘存厚、韩建铎、谢汝翼、庾恩暘、黄斐章、张开儒等步炮各标从东南方向进攻总督署等地。而张子贞、王北祥、顾品珍、沈汪度等则率领讲武堂学员作为内应破开小西门，攻占西南多处要地。经过一夜的战斗，起义军在1911年10月31日上午占领总督署和五华山，宣告起义成功。
因起义发生时的1911年10月30日正值农历九月九日，故被称为重九起义。过程中，起义者战死150余人，负伤300余人，击毙清军200余人，为辛亥革命各省省城起义中伤亡人数仅次于武昌起义的一次。战斗过程中，清军在昆明的最高指挥官新军第十九镇统领钟麟同被刘存厚部正目（班长）斩首，头颅曾被悬于大南城楼，云贵总督署兵备处总办王振畿被击毙，云贵总督李经羲、云南布政使世增、云南提法使杨福璋、云南提学使叶尔恺等均被抓获。
据称，蔡锷非常顾念与李經羲的旧情，在攻打总督府前请人去把李经羲带到法国领事馆避难，李经羲离开后方向总督府开炮。起义成功后，蔡锷将李经羲全家礼送出云南。据称李经羲当时是乘轿前往车站的，而蔡锷则随轿步行直至车站，并派兵随车护送李经羲离滇。

## 后续发展
1911年11月3日，大中华国云南军都督府在五华山两级师范学堂成立，公举蔡锷为都督。军都督府下设参议院、参谋部、军政部、军务部等机构。李根源任参议院院长兼军政部总长，殷承现任参谋部总长，韩国铙任军务部总长。滇西大理、滇南临安的驻军先后响应起义，云南省各府、州、县传檄而定，清朝在云南的统治被推翻。军政府成立后便通电全国宣告云南独立，云南成为辛亥革命中首先取得胜利的省份之一。

## 历史意义
重九起义直接埋葬了清王朝在云南的统治，有力地推动了全国革命高潮的到来。起义中涌现出一批影响中国近代革命进程的人物，如蔡锷、朱德等，并推动了中国西南地区的贵州、四川等省革命的爆发，为中国民主共和进程作出了贡献。

## 纪念
庾恩旸之弟庾恩锡于1922年创办亚细亚烟草公司，并将生产的香烟命名为“重九”牌以纪念重九起义。
2011年10月12日，重九起义参与者后人曾齐聚昆明，与昆明市各族各界共同纪念辛亥革命暨重九起义100周年。

## 备注
1. ↑  一说李经羲曾被起义军活捉[11]